# Paris Open 1982
Il Paris Open 1982 è stato un torneo di tennis che si è giocato sul Cemento indoor. È stata la 14ª edizione del Paris Open, che fa parte del Volvo Grand Prix 1982. Il torneo si è giocato nello Stade de Coubertin di Parigi, dal 25 al 31 ottobre 1982.

## Campioni

### Singolare
Wojciech Fibak ha battuto in finale  Bill Scanlon con il punteggio di 6–2, 6–2, 6–2

### Doppio
Brian Gottfried /  Bruce Manson hanno battuto in finale  Jay Lapidus /  Richard Meyer con il punteggio di 6–4, 6–2